# LoveWave
LoveWave är en låt framförd av sångerskan Iveta Mukuchyan.
Låten är Armeniens bidrag till Eurovision Song Contest 2016 i Stockholm. LoveWave framfördes i den första semifinalen i Globen den 10 maj 2016. Låten gick vidare till final och slutade där på en sjundeplats.

## Komposition och utgivning
Låtens musik är komponerad av Lilith Navasardyan och Levon Navasardyan, medan låttexten är skriven av Iveta Mukuchyan själv i samarbete med Stephanie Crutchfield. Låten producerades av ARMTV.
Den 19 februari 2016 släpptes en 18-sekunder lång teaser för låtens officiella musikvideo. Hela musikvideon hade premiär den 2 mars 2016. Videon är regisserad av Philipp Kaczmarek och Niko Kalozenski, samt producerad av ARMTV i samarbete med Blacksheep-Communications. Den är klippt av Philip Wachsmann, och hade i mars 2016 fler än en miljon visningar på Youtube.